# Apochrysa retivenosa
Apochrysa retivenosa is een insect uit de familie van de gaasvliegen (Chrysopidae), die tot de orde netvleugeligen (Neuroptera) behoort. 
Apochrysa retivenosa is voor het eerst wetenschappelijk beschreven door Winterton in 1995.